# John Okello
John Gideon Okello, né en 1937 (district de Lango, Ouganda) et mort probablement en 1971, était un révolutionnaire est-africain, meneur de la révolution de Zanzibar en 1964.